# Замок Каштру-Лаборейру
Замок Каштру-Лаборейру (порт. Castelo de Castro Laboreiro) — средневековый замок в приходе Каштру-Лаборейру, муниципалитета Мелгасу. Это руины романского замка, состоящие из пояса стен вокруг резервуара с водой.

## Архитектура
Замок расположен на труднодоступной вершине холма на высоте 1,033 метров над уровнем моря, выше рек Миньо и Лима. Имеет овальную форму, ориентированную с севера на юг, от которой остались руины стен, возведенных зигзагами.
Главный вход — Ворота Солнца. Они ориентированы на восток. «Ворота предателей» или Ворота Жабы ориентированы на север. Сам двор использовался для сбора крупного рогатого скота и хранения имущества во время войн.

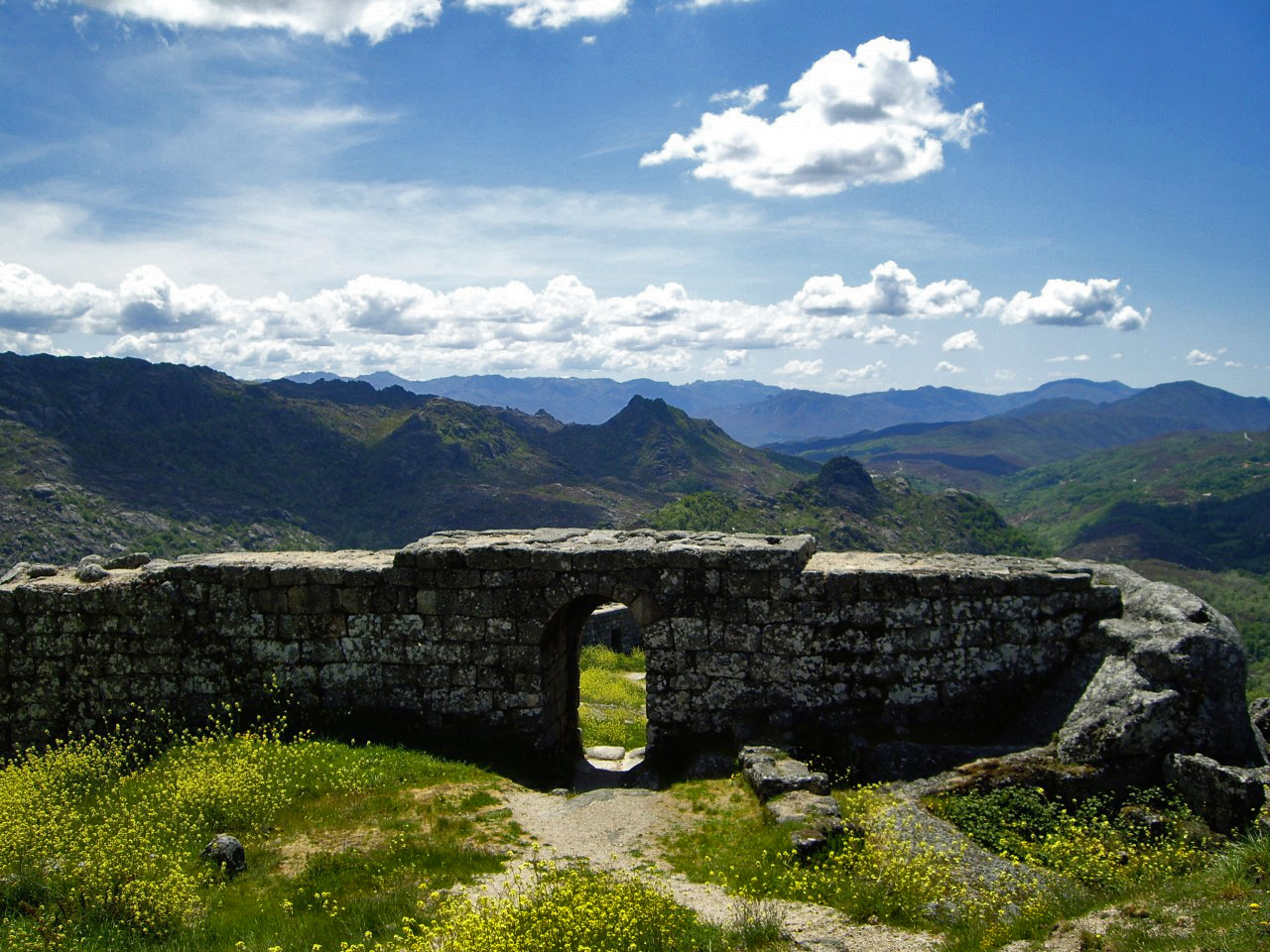
Ворота Жабы (вид изнутри)
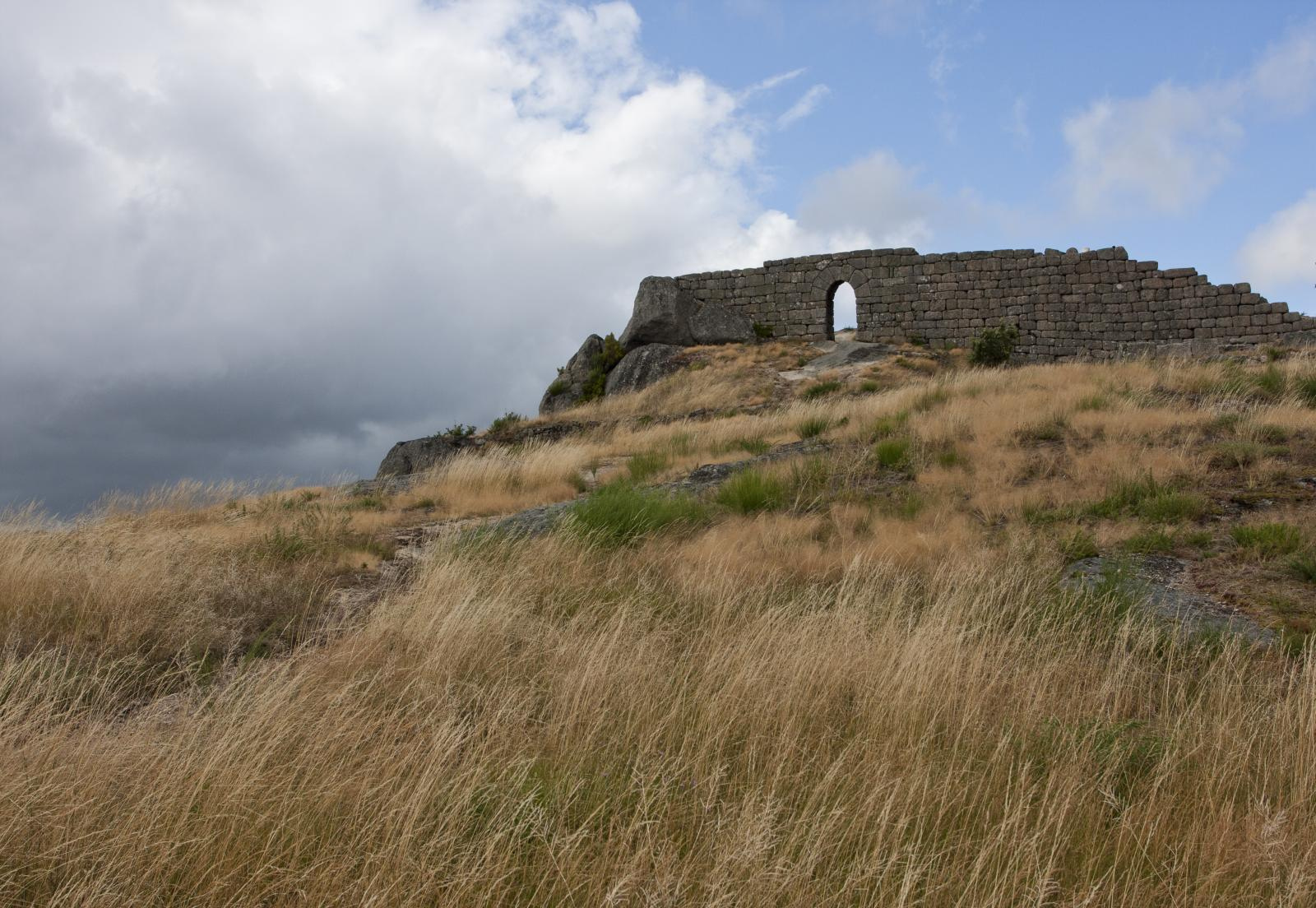
Ворота Жабы (вид снаружи)
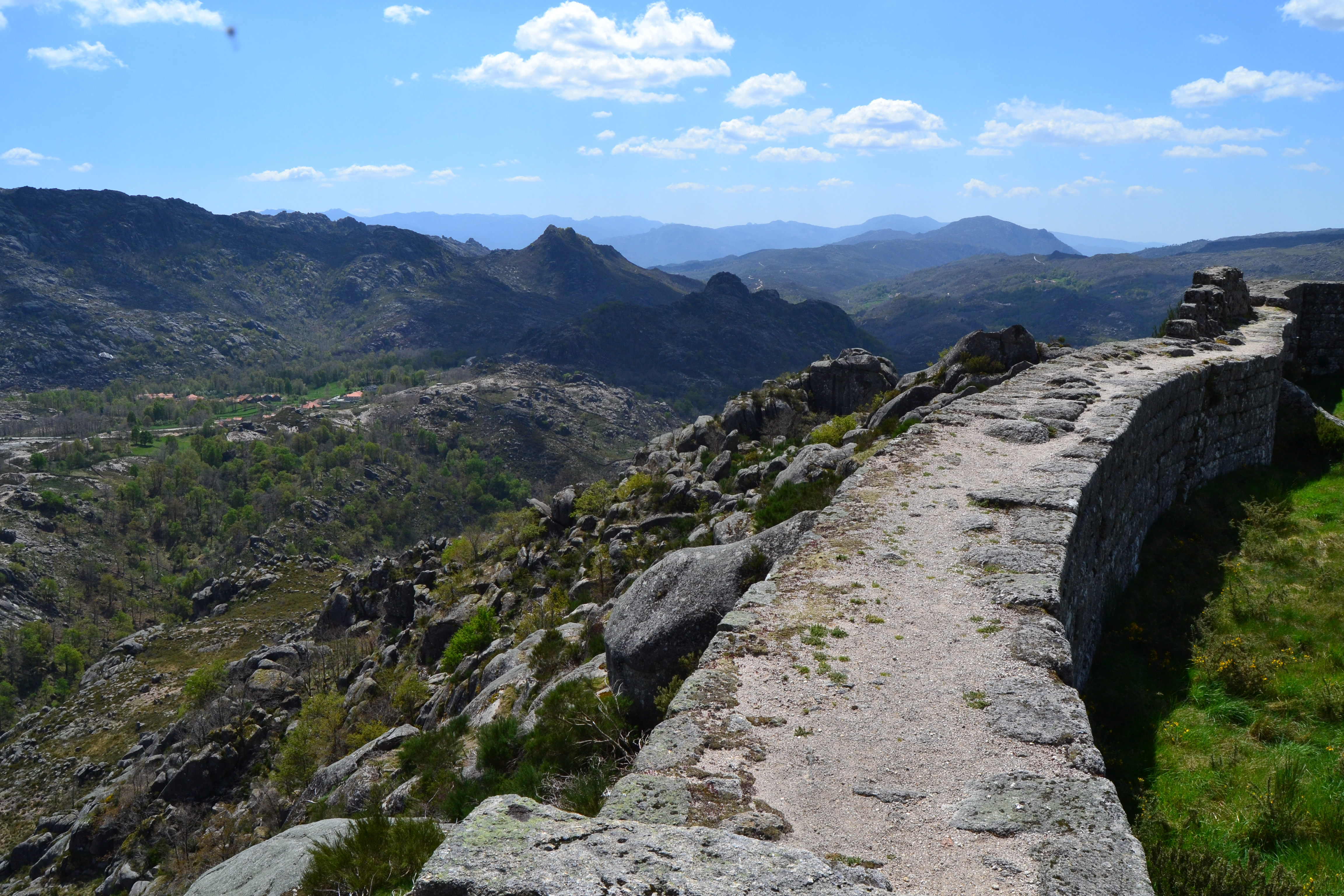
Руины стены